# Серру-Ларгу
Серру-Ларгу (порт. Cerro Largo)  —  муниципалитет в Бразилии, входит в штат Риу-Гранди-ду-Сул. Составная часть мезорегиона Северо-запад штата Риу-Гранди-ду-Сул. Входит в экономико-статистический  микрорегион Серру-Ларгу. Население составляет 12 212 человека на 2006 год. Занимает площадь 177,674 км². Плотность населения — 68,7 чел./км².

## История
Город основан 4 октября 1902 года. 

## Статистика
- Валовой внутренний продукт на 2003 составляет 132.990.469,00 реалов (данные: Бразильский институт географии и статистики).
- Валовой внутренний продукт на душу населения на 2003 составляет 10.707,77 реалов (данные: Бразильский институт географии и статистики).
- Индекс развития человеческого потенциала на 2000 составляет 0,807 (данные: Программа развития ООН).

## География
Климат местности: субтропический гумидный.